# Hypsiboas polytaenius
Espèce
Synonymes
- Hyla polytaenia Cope, 1870 "1869"
- Hyla striata Peters, 1872

Statut de conservation UICN

 LC  : Préoccupation mineure
Hypsiboas polytaenius est une espèce d'amphibiens de la famille des Hylidae.

## Répartition
Cette espèce est endémique du Brésil. Elle se rencontre au-dessus de 900 m d'altitude dans la Serra do Espinhaço et la Serra do Mar dans les États de Rio de Janeiro et du Minas Gerais.

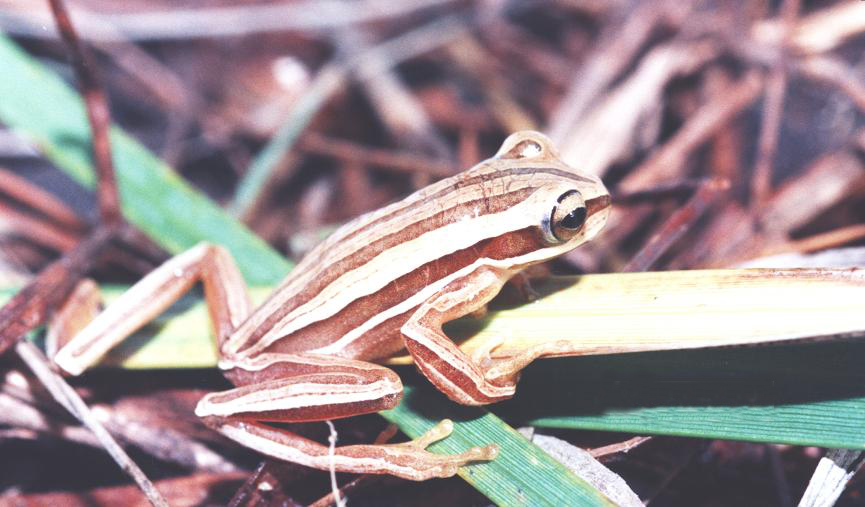
Hypsiboas polytaenius

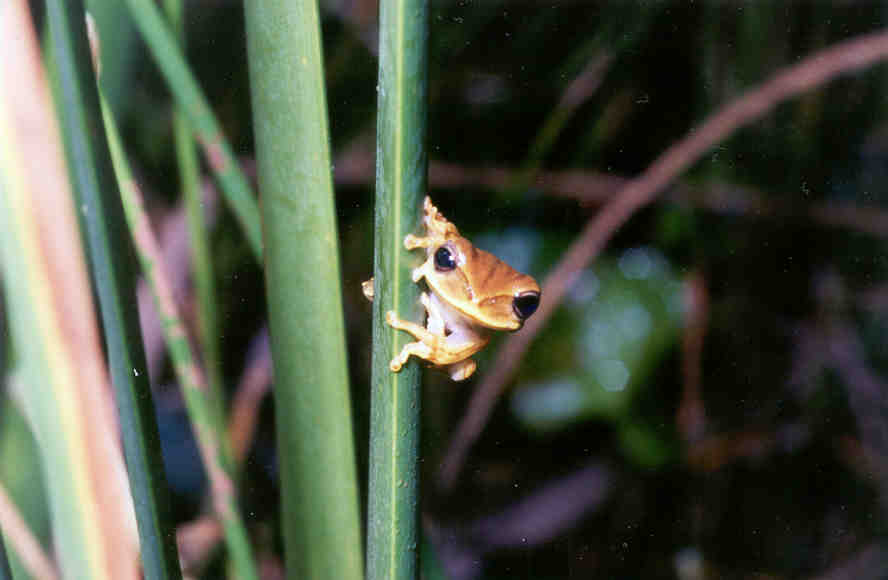
Hypsiboas polytaenius

## Publication originale
- Cope, 1870 "1869" : Seventh Contribution to the Herpetology of Tropical America. Proceedings of the American Philosophical Society, vol. 11, no 81, p. 147-192 (texte intégral).